# Lagostomus maximus
La vizcacha común (Lagostomus maximus), llamada comúnmente vizcacha de las llanuras, vizcacha de las pampas o vizcacha mora, es una especie de roedor histricomorfo de la familia Chinchillidae,  la única del género monotípico Lagostomus. Es un roedor de hasta 60 cm de largo que habita en Sudamérica, desde el sur de Bolivia y Paraguay hasta el norte de la Patagonia argentina.

## Etimología
Vizcacha es una palabra de origen quichua (Wisk'acha).

## Distribución
Habita el sudeste de Bolivia, el oeste del Paraguay, y el norte y centro de la Argentina hasta el norte de la Patagonia.
A comienzos del siglo XX fue introducida en el oeste del Uruguay, donde nunca habitó naturalmente, pues las poblaciones de Entre Ríos eran detenidas por el infranqueable río Uruguay. La especie pronto logró expandirse en el nuevo y propicio hábitat, pero una rápida reacción gubernamental logró eliminarla por completo, siendo este un caso testigo a nivel mundial en la lucha contra las especies introducidas, pues es muy poco frecuente que los planes de control se hagan a tiempo y forma, o que resulten efectivos.
Fue declarada por el Ministerio de Agricultura de Argentina plaga de la agricultura en 1907, y por ley nacional su control es obligatorio, lo cual, llevó a una regresión poblacional en gran parte de Argentina, amén de sufrir frecuentes extinciones locales de manera natural, incluso en parques nacionales, por ejemplo en el parque nacional El Palmar, o en el parque nacional Lihué Calel.

## Subespecies
La especie se subdivide en tres subespecies:
- Lagostomus maximus inmollis
- Lagostomus maximus maximus
- Lagostomus maximus petilidens

## Características
Es de pelo abundante, cabeza grande, hocico abultado y chato por delante, bigotes largos y sedosos y orejas pequeñas. Generalmente, de pelaje gris en el lomo y blanco en el vientre. Dos franjas negras le atraviesan la cara. Sus patas son cortas, con dedos y uñas fuertes que le sirven para cavar la madriguera. La cola se desprende con facilidad, y esto la salva muchas veces de ser capturada. 
El peso y su dimensión corporal varía con edad, sexo, bondad climática, y zona. En promedio la cría nace con 180 g de peso. Un macho adulto pesa entre 4,5-7,5 kg, con un promedio de 5,5 kg; la hembra adulta entre 2,5-4,2 kg (promedio 3,5 kg).

## Comportamiento
Es de hábitos nocturnos; vive en grupos de hasta 50 individuos en túneles que cava en lomas de terreno firme. Se alimenta de todo tipo de vegetales y ataca los cultivos, por lo que su caza está permitida en toda época en la Argentina. (excepto en la provincia de San Luis donde existe veda total de caza. Decreto 547-MMA-2009)
La vizcachas salen al caer la tarde, precedidas por el macho más viejo, el "vizcachón", que se asoma primero para comprobar si hay peligro en los alrededores de las cuevas.

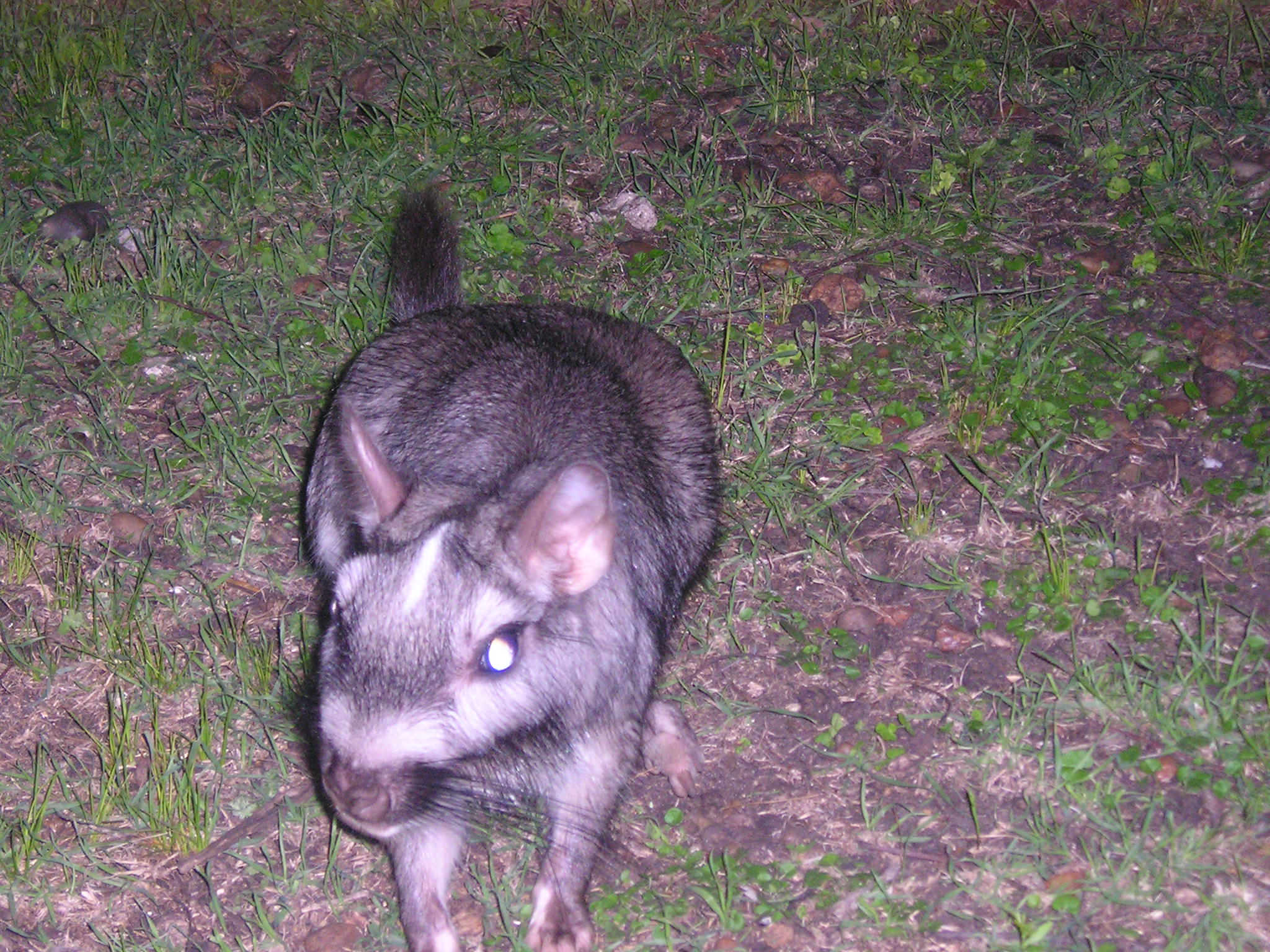
Vizcacha en el parque nacional El Palmar.

### Vizcacheras
Vive en cuevas denominadas «vizcacheras» en grupos de hasta 50 ejemplares. En la colonia existe un sistema social complejo, muy rígido, jerarquizado, en el cual domina un macho, el vizcachón. La cantidad de bocas de la vizcachera, depende del suelo en donde se construye;a suelos blandos, mayor el número de entradas. Estas amplias cuevas tienen varias cámaras y túneles que pueden alcanzar 3 m de profundidad. Tienen el hábito de acumular ramas, huesos, bosta, alambres, y diversos objetos en la entrada de las cuevas. Estas cuevas cubren a menudo áreas extensas y suelen estar rodeadas por grandes zonas desnudas de vegetación, producto de su acción.
Las «vizcacheras» en parte están a pocos centímetros de la superficie, se extienden en un radio de 15 a 20 metros y se pueden hundir al paso de animales y hombres, por lo que constituyen un peligro, especialmente para los jinetes. El comensalismo animal está muy desarrollado, tanto alrededor como dentro de las vizcacheras, pues aparte de la lechucita de las vizcacheras, centinela diurno de la colonia, también anidan otras pequeñas aves. La boa constrictora, boa de las vizcacheras, o lampalagua (Boa constrictor occidentalis), se introduce en las colonias donde diezma a sus habitantes.

## Reproducción

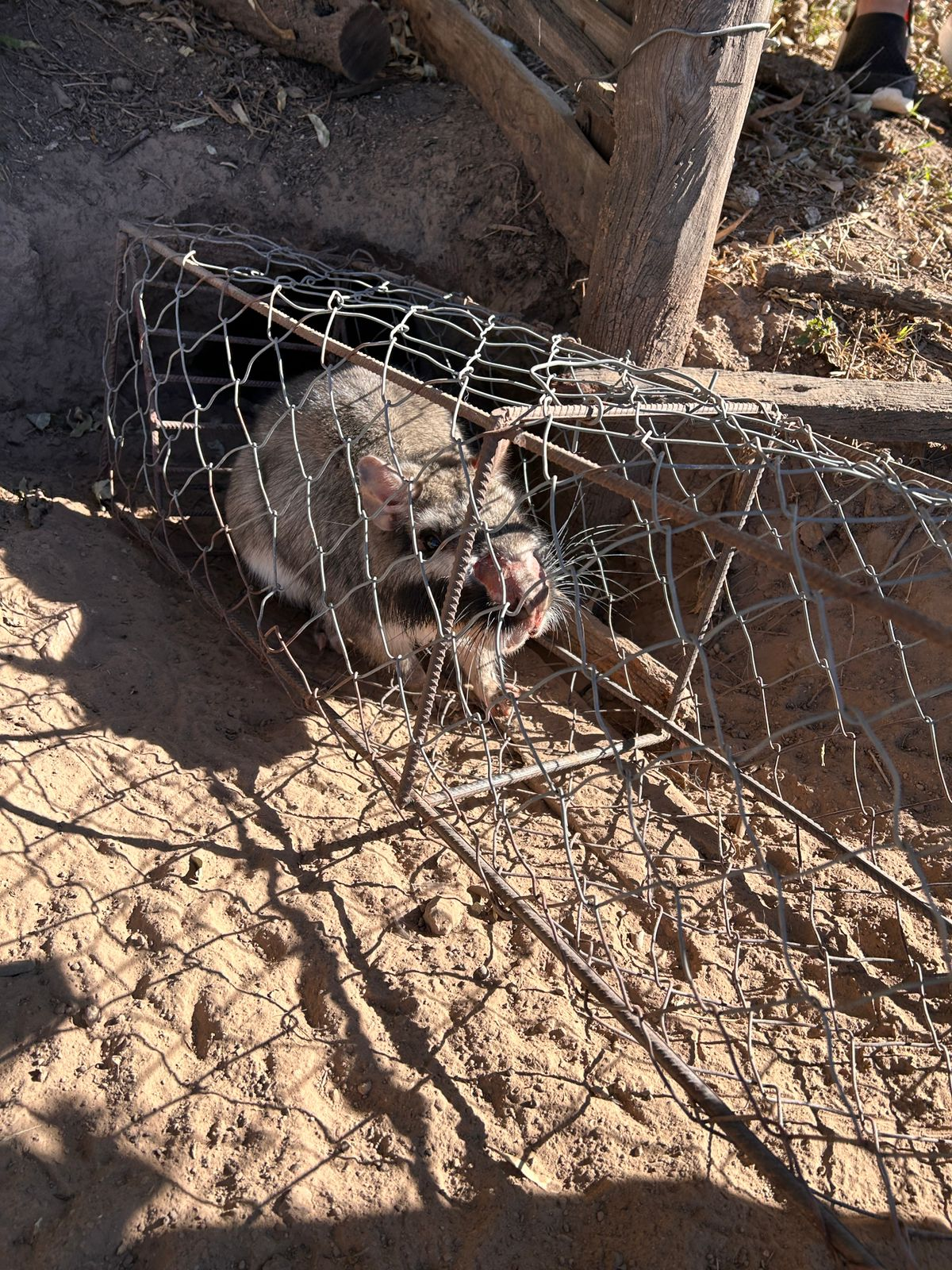
Vizcacha en una trampa para animales. Provincia de Córdoba (Argentina)

Su capacidad reproductora es muy baja, pero alta la tasa de supervivencia de la progenie. Solo un estro (celo) por año, en el otoño, y después de una prolongada gestación (154 días) nace una camada de dos crías en primavera, ocasionalmente de una y muy raramente tres. Es primípara al cumplir un año; el macho alcanza la madurez sexual algo más tarde, alrededor del año y medio, cuando pesa 5 kg.

## Consumo y caza
La carne de la vizcacha se conserva en escabeche y su piel se usa en la industria peletera. No es considerada una pieza valiosa en la caza deportiva. 

## Plaga y estado de conservación

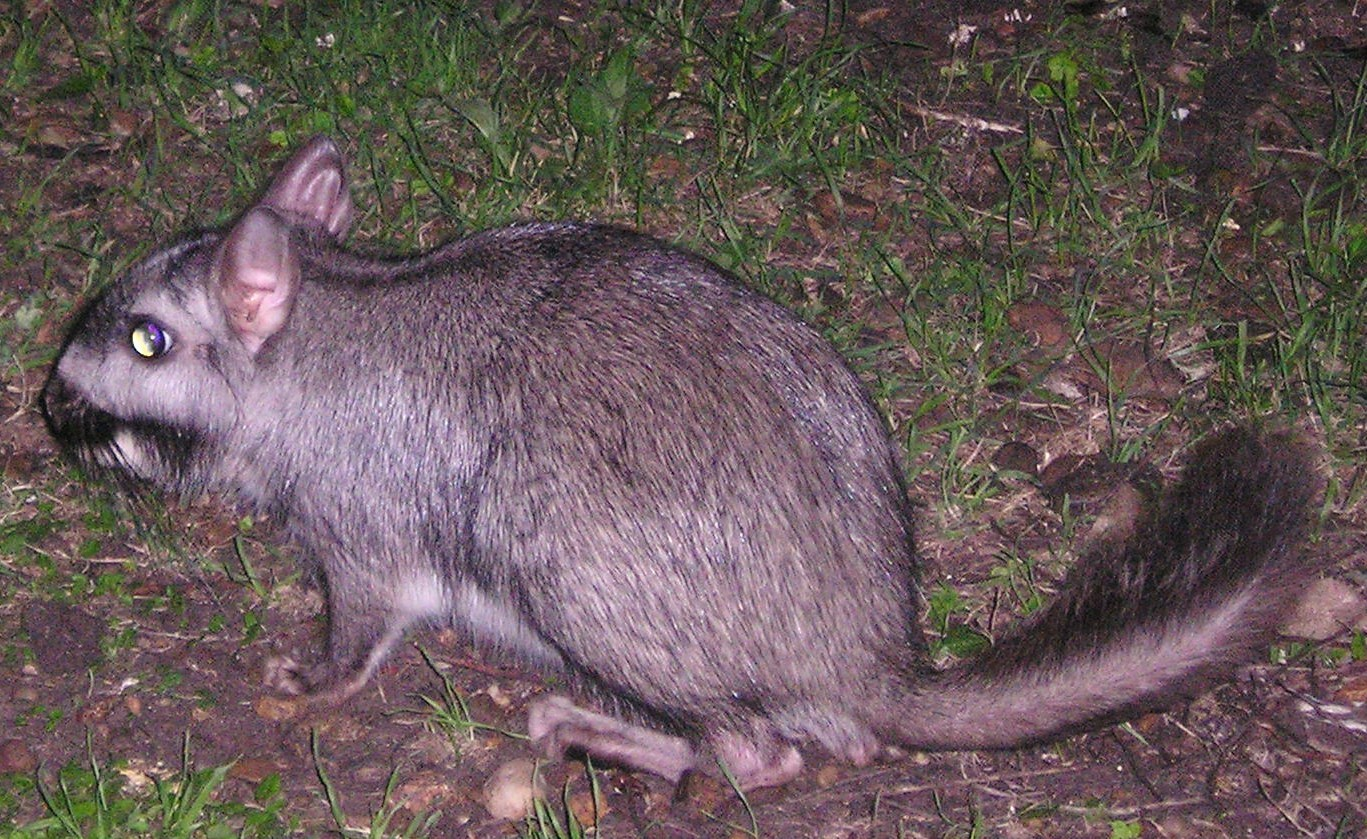
Vizcacha común en el Parque Nacional El Palmar en Argentina.

Los paisanos las combatían llenando de humo sus túneles. Fue declarada por el Ministerio de Agricultura de Argentina plaga de la agricultura en 1907, y por ley nacional su control es obligatorio. En el año 2018 esta ley fue derogada por el Decreto 27 y actualmente está prohibida su caza en varias provincias.
Este combate, además del avance de la frontera agropecuaria, la llevó a sufrir una regresión poblacional en gran parte de su geonomía en la Argentina, amén de sufrir frecuentes extinciones locales de manera natural, incluso en parques nacionales (por ejemplo, en el Parque Nacional El Palmar, o en el Parque Nacional Lihué Calel). 

## La vizcacha en la cultura
En la obra gauchesca La vuelta de Martín Fierro, de José Hernández, un personaje apodado el Viejo Vizcacha adopta al segundo hijo del héroe. Vive en medio de desorden y suciedad y desgrana sus «consejos», muestrario de virtudes de supervivencia acomodaticia, que comienzan con el «hacete (hazte) amigo del juez», convertido en un refrán mordaz en la Argentina.